# Episodi di The Terror (seconda stagione)

Logo della seconda stagione

La seconda e ultima stagione della serie televisiva The Terror, intitolata The Terror: Infamy, è stata trasmessa in anteprima sul canale televisivo statunitense AMC dal 12 agosto al 14 ottobre 2019 ed è stata distribuita internazionalmente sulla piattaforma di streaming on demand Amazon Prime Video dal 16 agosto al 18 ottobre 2019. 
La stagione, co-creata da Alexander Woo e Max Borenstein, segue le vicende di una comunità nippo-americana di un campo di internamento giapponese durante la seconda guerra mondiale che viene colpita da una serie di morti misteriose.
| nº | Titolo originale                 | Titolo italiano                        | Prima TV USA      | Pubblicazione Italia |
| -- | -------------------------------- | -------------------------------------- | ----------------- | -------------------- |
| 1  | A Sparrow in a Swallow's Nest    | Un passero in un nido di rondini       | 12 agosto 2019    | 16 agosto 2019       |
| 2  | All the Demons Are Still in Hell | Tutti i demoni sono ancora all'Inferno | 19 agosto 2019    | 23 agosto 2019       |
| 3  | Gaman                            | Gaman                                  | 26 agosto 2019    | 30 agosto 2019       |
| 4  | The Weak Are Meat                | I deboli sono carne                    | 2 settembre 2019  | 6 settembre 2019     |
| 5  | Shatter Like a Pearl             | Frantumarsi come una perla             | 9 settembre 2019  | 13 settembre 2019    |
| 6  | Taizo                            | Taizo                                  | 16 settembre 2019 | 20 settembre 2019    |
| 7  | My Perfect World                 | Il mio mondo perfetto                  | 23 settembre 2019 | 27 settembre 2019    |
| 8  | My Sweet Boy                     | Dolce bambino mio                      | 30 settembre 2019 | 4 ottobre 2019       |
| 9  | Come and Get Me                  | Vieni a prendermi                      | 7 ottobre 2019    | 11 ottobre 2019      |
| 10 | Into the Afterlife               | Nell'oltretomba                        | 14 ottobre 2019   | 18 ottobre 2019      |